# Panolis ochroleuca
Panolis ochroleuca är en fjärilsart som beskrevs av Jacob Hübner 1827. Panolis ochroleuca ingår i släktet Panolis och familjen nattflyn. Inga underarter finns listade i Catalogue of Life.